# ناحية الناصرة
ناحية  الناصرة إحدى نواحي سوريا، تتبع إداريّاً لمنطقة تلكلخ في محافظة حمص ومركزها بلدة الناصرة. بلغ تعداد سكان الناحية 16,678 نسمة حسب التعداد السكاني لعام 2004.

## بلدات وقرى ناحية الناصرة
عمار الحصن، بحزينا، بيدر رفيع، دغلة، عين الباردة، عين الراهب، حبنمرة، حارة محفوض، جنكمرة، جوار العفص، كفرة، كيمة، مرمريتا، مشتى عازار، المشتاية، الناصرة، قلاطية، قرب علي، تنورين، زويتينة.